# Георги Чилингиров
Георги Николов Чилингиров е един от най-известните български народни певци, често определян като доайен на родопската песен. Той е сред най-известните народни изпълнители, които прославят родопската песен извън пределите на страната.

## Биография
Георги Чилингиров е роден в ахъчелебийското село Аламидере на 4 декември 1914 г. и произхожда от стар хайдушки род Чилингирови. Дядо му Гого Чилингир е съратник на хайдутите, а баща му става хайдутин в балкана и се сражава с турците. От баща си Никола, който бил кръчмар в селото, певецът научава народните песни. Заучава песни по места, където се пее по различни поводи – сватби, събори и т. н., и от хора, които знаят да ги пеят. Научава и много песни от майка си и баща си и така успява да запомни около 700 – 800 песни. Участва в младежка певческа група. Не се задоволиява само с пеенето и се научава да свири на родопска гайда.
През 1948 г. Чилингиров е поканен да направи първите си записи в Радио „София“, след като по-рано през същата година е открит за широката публика от композиторите Асен Диамандиев и Георги Бояджиев от Радио „София“ при едно участие на певеца на празника на Свети Панталеймон край Рожен. Веднага след това Георги Чилингиров е поканен в Радио „Пловдив“, където прави първите си записи, а след това записва редица песни заедно с Ансамбъла за народни песни на БНР. Започват многобройни участия на големи сцени в България. От 1948 г. е в състава на Ансамбъла за народни песни при ОНС Пловдив до неговото закриване през 1961 г. Наред с това той изнася повече от 10000 концерта в СССР, Чехословакия, Румъния, Полша, Унгария, ГДР и ФРГ. Чилингиров често пътува и в чужбина заедно с изтъкнати изпълнители, сред които Борис Машалов, Радка Кушлева, Мита Стойчева, Надежда Хвойнева и много други. Сценичният му образ е внушителен не само като вокални характеристики.
Георги Чилингиров е първият народен певец, записал популярната песен „Руфинка болна легнала“ и станал известен с нея.
Взима участие във фолклорна група „Наша песен“ заедно с популярните български народни певици Радка Кушлева, Мита Стойчева, Гюрга Пинджурова, Атанаска Тодорова.
Впоследствие е поканен за солист в Пловдив на създадения от Асен Диамандиев фолклорен ансамбъл. Тук изпълнява едни от най-известните родопски песни в дует с Радка Кушлева. В творческия си път Георги Чилингиров има зад гърба си повече от 40000 концерта в България и в чужбина – Германия, Австрия, Швейцария, Полша, Унгария, Русия, Сърбия, Франция, Чехия. Носител е на наградата „Майстор на народната песен“. На 80 години се научава да свири на родопска каба-гайда.
През 2000 г. Етнографският музей в Пловдив издава книгата „Родопски песни за бално и за драго на Георги Чилингиров“. В нея намират място 130 нотирани песни на певеца с речник на по-непознатите родопски думи.
Незабравимо остава сценичното му присъствие: облечен в автентичния костюм на родопски комита – неразделен атрибут от неговото сценично облекло. Дискографията на певеца включва две малки и една дългосвиреща грамофонни плочи, аудиокасета и компактдиск.
Умира на 9 август 2000 г.

## Дискография
| Година | Албум                                          | Вид | Издател        | Каталожен номер |
| ------ | ---------------------------------------------- | --- | -------------- | --------------- |
| 1970   | „Георги Чилингиров пее родопски народни песни“ | EP  | Балкантон      | ВНМ 5979        |
| 1971   | „Георги Чилингиров“                            | EP  | Балкантон      | ВНМ 6313        |
| 1978   | „Георги Чилингиров и Стефан Захманов – гайда“  | LP  | Балкантон      | ВНА 10162       |
| 1998   | „Руфинка болна легнала“                        | CD  | Милена рекърдс | MR 1998BG3-2    |